# Kamaldeen Sulemana
Kamaldeen Sulemana (Techiman, 15 februari 2002) is een Ghanees voetballer die doorgaans speelt als linksbuiten. In juli 2025 verruilde hij Southampton voor Atalanta Bergamo. Sulemana debuteerde in 2020 in het Ghanees voetbalelftal.

## Clubcarrière
Sulemana speelde in Ghana voor de Right to Dream Academy, waar hij in januari 2020 opgepikt werd door FC Nordsjælland. Zijn debuut maakte hij op 23 februari 2020, thuis tegen SønderjyskE. Die club kwam op voorsprong door een treffer van Anders Jacobsen. Door doelpunten van Mikkel Damsgaard en Abdul Mumin won FC Nordsjælland alsnog met 2–1. Sulemana moest van coach Flemming Pedersen op de reservebank beginnen en hij mocht zestien minuten na de rust invallen voor Mohammed Diomande. Zijn eerste professionele doelpunt volgde op 29 mei van dat jaar, op bezoek bij Silkeborg IF. Na een doelpunt van Magnus Kofod Andersen zorgde de Ghanees op aangeven van Diomande voor de 0–2. Hierbij bleef het ook.
In de zomer van 2021 verkaste Sulemana voor een bedrag van circa vijftien miljoen euro naar Stade Rennais, waar hij zijn handtekening zette onder een verbintenis voor de duur van vijf seizoenen. Gedurende anderhalf jaar fungeerde hij hier voornamelijk als invaller, waarna Southampton, op dat moment hekkensluiter in de Premier League, hem voor circa vijfentwintig miljoen euro overnam. Sulemana tekende tot medio 2027 in Engeland. Na een half seizoen degradeerde hij met zijn club naar het Championship om binnen een jaar weer te promoveren.
De Ghanees leek in september 2024 voor een jaar verhuurd te worden aan Ajax, maar de Amsterdammers dienden de papieren voor de tijdelijke overgang te laat in, waarna de FIFA een streep zette door de transfer. Atalanta Bergamo nam de buitenspeler in juli 2025 over van Southampton. De Italianen betaalden zo'n zeventien miljoen euro voor zijn overgang.

## Clubstatistieken
| Seizoen | Club             | Competitie     | Competitie | Competitie | Beker | Beker | Internationaal | Internationaal | Totaal | Totaal |
| Seizoen | Club             | Competitie     | Wed.       | Dlp.       | Wed.  | Dlp.  | Wed.           | Dlp.           | Wed.   | Dlp.   |
| ------- | ---------------- | -------------- | ---------- | ---------- | ----- | ----- | -------------- | -------------- | ------ | ------ |
| 2019/20 | FC Nordsjælland  | Superligaen    | 13         | 4          | 0     | 0     | —              | —              | 13     | 4      |
| 2020/21 | FC Nordsjælland  | Superligaen    | 29         | 10         | 0     | 0     | —              | —              | 29     | 10     |
| 2021/22 | Stade Rennais    | Ligue 1        | 20         | 4          | 1     | 0     | 6              | 1              | 27     | 5      |
| 2022/23 | Stade Rennais    | Ligue 1        | 14         | 1          | 2     | 0     | 4              | 0              | 20     | 1      |
| 2022/23 | Southampton      | Premier League | 18         | 2          | 0     | 0     | —              | —              | 18     | 2      |
| 2023/24 | Southampton      | Championship   | 25         | 0          | 1     | 0     | —              | —              | 26     | 0      |
| 2024/25 | Southampton      | Premier League | 26         | 1          | 4     | 1     | —              | —              | 30     | 2      |
| 2025/26 | Atalanta Bergamo | Serie A        | 0          | 0          | 0     | 0     | 0              | 0              | 0      | 0      |
| Totaal  | Totaal           | Totaal         | 145        | 22         | 8     | 1     | 10             | 1              | 163    | 24     |

Bijgewerkt op 2 juli 2025.

## Interlandcarrière
Sulemana maakte zijn debuut in het Ghanees voetbalelftal op 9 oktober 2020, toen een vriendschappelijke wedstrijd tegen Mali met 3–0 verloren werd. De doelpunten werden gemaakt door Hamari Traoré, El Bilal Touré en Amadou Haidara. Sulemana moest van bondscoach James Kwesi Appiah op de reservebank beginnen en hij viel drie minuten voor de rust in voor Eugene Ansah. De andere debutanten dit duel waren Tarique Fosu-Henry (Brentford), Alexander Djiku (RC Strasbourg) en Eugene Ansah (Hapoel Ironi Kiryat-Shmona).
In november 2022 werd Sulemana door bondscoach Otto Addo opgenomen in de voorselectie van Ghana voor het WK 2022. Tien dagen later maakte hij ook onderdeel uit van de definitieve selectie. Tijdens dit WK werd Ghana uitgeschakeld in de groepsfase na nederlagen tegen Portugal en Uruguay en een overwinning op Zuid-Korea. Sulemana kwam in twee duels in actie. Zijn toenmalige clubgenoten Alfred Gomis (Senegal), Joe Rodon (Wales), Steve Mandanda (Frankrijk), Arthur Theate, Jérémy Doku (beiden België), Lovro Majer (Kroatië) en Christopher Wooh (Kameroen) waren ook actief op het toernooi.
| Interlands van Kamaldeen Sulemana voor Ghana | Interlands van Kamaldeen Sulemana voor Ghana | Interlands van Kamaldeen Sulemana voor Ghana | Interlands van Kamaldeen Sulemana voor Ghana | Interlands van Kamaldeen Sulemana voor Ghana | Interlands van Kamaldeen Sulemana voor Ghana | Interlands van Kamaldeen Sulemana voor Ghana |
| №                                            | Datum                                        | Wedstrijd                                    | Uitslag                                      | Competitie                                   | Goals                                        |                                              |
| Als speler bij FC Nordsjælland               | Als speler bij FC Nordsjælland               | Als speler bij FC Nordsjælland               | Als speler bij FC Nordsjælland               | Als speler bij FC Nordsjælland               | Als speler bij FC Nordsjælland               | Als speler bij FC Nordsjælland               |
| -------------------------------------------- | -------------------------------------------- | -------------------------------------------- | -------------------------------------------- | -------------------------------------------- | -------------------------------------------- | -------------------------------------------- |
| 1                                            | 9 oktober 2020                               | Mali – Ghana                                 | 3 – 0                                        | Vriendschappelijk                            |                                              |                                              |
| 2                                            | 12 oktober 2020                              | Ghana – Qatar                                | 5 – 1                                        | Vriendschappelijk                            |                                              |                                              |
| Als speler bij Stade Rennais                 |                                              |                                              |                                              |                                              |                                              |                                              |
| 3                                            | 3 september 2021                             | Ghana – Ethiopië                             | 1 – 0                                        | WK 2022 kwalificatie                         |                                              |                                              |
| 4                                            | 9 oktober 2021                               | Ghana – Zimbabwe                             | 3 – 1                                        | WK 2022 kwalificatie                         |                                              |                                              |
| 5                                            | 12 oktober 2021                              | Zimbabwe – Ghana                             | 0 – 1                                        | WK 2022 kwalificatie                         |                                              |                                              |
| 6                                            | 11 november 2021                             | Ethiopië – Ghana                             | 1 – 1                                        | WK 2022 kwalificatie                         |                                              |                                              |
| 7                                            | 14 november 2021                             | Ghana – Zuid-Afrika                          | 1 – 0                                        | WK 2022 kwalificatie                         |                                              |                                              |
| 8                                            | 10 januari 2022                              | Marokko – Ghana                              | 1 – 0                                        | AK 2021                                      |                                              |                                              |
| 9                                            | 14 januari 2022                              | Gabon – Ghana                                | 1 – 1                                        | AK 2021                                      |                                              |                                              |
| 10                                           | 18 januari 2022                              | Ghana – Comoren                              | 2 – 3                                        | AK 2021                                      |                                              |                                              |
| 11                                           | 5 juni 2022                                  | Centraal-Afrikaanse Republiek – Ghana        | 1 – 1                                        | AK 2023 kwalificatie                         |                                              |                                              |
| 12                                           | 23 september 2022                            | Brazilië – Ghana                             | 3 – 0                                        | Vriendschappelijk                            |                                              |                                              |
| 13                                           | 17 november 2022                             | Ghana – Zwitserland                          | 2 – 0                                        | Vriendschappelijk                            |                                              |                                              |
| 14                                           | 28 november 2022                             | Zuid-Korea – Ghana                           | 2 – 3                                        | WK 2022                                      |                                              |                                              |
| 15                                           | 2 december 2022                              | Ghana – Uruguay                              | 0 – 2                                        | WK 2022                                      |                                              |                                              |
| Als speler bij Southampton                   |                                              |                                              |                                              |                                              |                                              |                                              |
| 16                                           | 23 maart 2023                                | Ghana – Angola                               | 1 – 0                                        | AK 2023 kwalificatie                         |                                              |                                              |
| 17                                           | 27 maart 2023                                | Angola – Ghana                               | 1 – 1                                        | AK 2023 kwalificatie                         |                                              |                                              |
| 18                                           | 18 juni 2023                                 | Moldavië – Ghana                             | 0 – 0                                        | AK 2023 kwalificatie                         |                                              |                                              |
| 19                                           | 10 juni 2024                                 | Ghana – Centraal-Afrikaanse Republiek        | 4 – 3                                        | WK 2026 kwalificatie                         |                                              |                                              |
| 20                                           | 21 maart 2025                                | Ghana – Tsjaad                               | 5 – 0                                        | WK 2026 kwalificatie                         |                                              |                                              |

Bijgewerkt op 2 juli 2025.